# パパラッツィ
『パパラッツィ』（Paparazzi, 「パパラッチ」の意）は、1963年製作、ジャック・ロジエ監督によるフランスのドキュメンタリー短篇映画である。

## 略歴・概要
1963年4月、ローマで撮影を開始した、ジャン＝リュック・ゴダールの長篇劇映画第6作『軽蔑』の撮影隊が、同年5月17日夕方5時にカプリ島に上陸したところから、本作は始まる。フランス・ヌーヴェルヴァーグのスター監督であるゴダールと、同時代のスター女優ブリジット・バルドーの組み合わせに、パパラッチたちは密着した。この顛末を切り口に製作されたのが、本作である。
本作の監督のロジエは、短篇映画『十代の夏』（1954年）を評価したゴダールが、『勝手にしやがれ』（1959年）のプロデューサーであるジョルジュ・ド・ボールガールに紹介し、『アデュー・フィリピーヌ』（1960年 - 1962年）で長篇劇映画を監督してデビューした人物である。同作にも出演したミシェル・ピコリが『軽蔑』にも出演しており、本作に出演するとともに、ナレーションも受け持った。オフの声で語るジャン・レスコーは、当時25歳の俳優で、のちに劇作家ダヴィド・レスコーの父親となる人物であり、ダヴィド・トネリは、ロジエの『アデュー・フィリピーヌ』にホラーティオ役で出演した俳優である。
本作は、パパラッチが主題となった最初の映画である。

## ストーリー
1963年5月17日、夕方5時。長篇劇映画『軽蔑』の外景ロケーション撮影のため、撮影隊がカプリ島に到着した。スター女優ブリジット・バルドー（本人）と、ヌーヴェルヴァーグの旗手ジャン＝リュック・ゴダール（本人）が、ローマからついてきたパパラッチの一団とともに到着したのだ。
ロケ場所のマラパルテ邸に突き出る岩々は、パパラッチたちの撮影機材でいっぱいになり、化け物のような望遠レンズが無数に突き出ている。ビキニを着て、犬をかわいがったり、ミシェル・ピコリ（本人）と演技をしたり、笑いあったりするバルドーに対し、パパラッチは容赦なく機関銃のようにシャッターを押しまくる。挙げ句に、バルドーは微笑むことすらできなくなってしまう。
バルドーは、バスローブと彼女の威厳で攻撃から身を守る。ゴダールは、ちいさな帽子で武装しつつ、カラビニエリの干渉とともに、パパラッチが出て行くことを虚しく交渉しようとする。こういった光景は、カプリ島での撮影の全行程でつづくのだった。

## スタッフ・作品データ
- 監督・脚本・編集 : ジャック・ロジエ
- 撮影監督 : モーリス・ペリモン
- 録音 : ジャン・バロネ、ルイ・ペラン
- 音楽 : アントワーヌ・デュアメル
- 助監督 : ミシェル・カヴィヨン、ユベール・ヴァトリネ
- 製作 : レ・フィルム・デュ・コリゼ
- 製作国 :  フランス
- 撮影地 :  イタリア カンパニア州ナポリ県カプリ島
- 形式 : 白黒映画 - 35ミリフィルム - モノラル録音
- ジャンル : ドキュメンタリー映画、短篇映画
- 上映時間 : 124分
- 製作年 : 1963年
- 公開年 : 1963年

## キャスト
- ミシェル・ピコリ - 本人として、およびオフの声
- ジャン・レスコー - オフの声
- ダヴィド・トネリ - オフの声

アルファベット順
- ブリジット・バルドー - 本人として
- ジャン＝リュック・ゴダール - 本人として
- フリッツ・ラング - 本人として
- ジョルジア・モル - 本人として
- ジャック・パランス - 本人として